# Großkanzler von Litauen

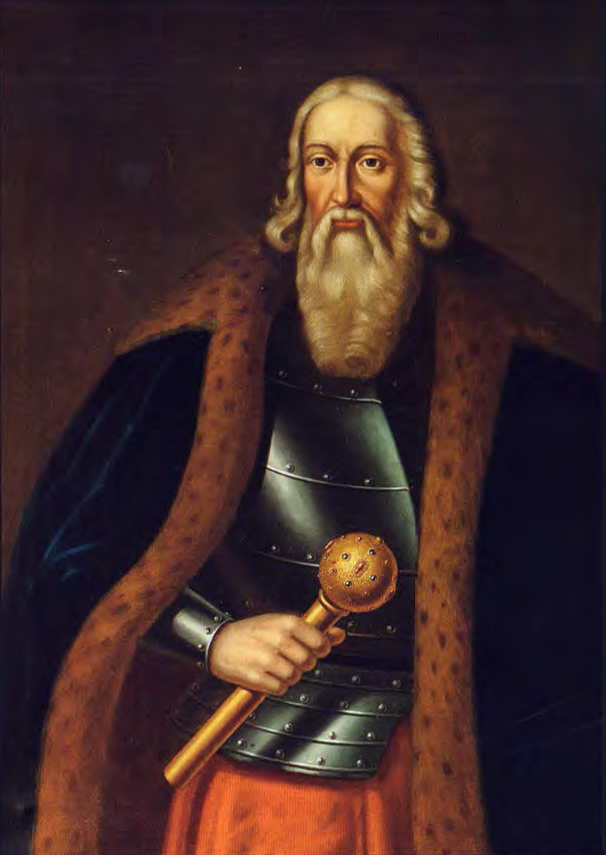
Großkanzler Mikołaj Radziwiłłowicz im Amt von 1492 bis 1507

Großkanzler von Litauen (poln. Kanclerz wielki litewski, lit. Lietuvos didysis kancleris) war ein Hofamt in der Adelsrepublik Polen-Litauen. Der Kanzler war für die Verwaltung der königlichen Kanzlei, wenn der König sich in Litauen aufhielt, sowie für die Außenpolitik verantwortlich. Nach der Union von Lublin gab es zwei Kanzler, den Großkronkanzler für die Polnische Krone und den Großkanzler Litauens. Ersterer war für die Außenpolitik im Westen und letzterer für die Außenpolitik im Osten zuständig. Der Großkanzler von Litauen war nach dem König der wichtigste Beamte im Litauischen Landesteil und wachte darüber, dass der König sich an das Recht hielt, insbesondere an die Pacta conventa. Mit der Zeit bildete sich auch das Amt des Unterkanzler von Litauen aus, der Stellvertreter des Großkanzlers war. Die Verteilung der Aufgaben zwischen beiden oblag dem Großkanzler nach seinem Ermessen. In der Neuzeit war in der Regel einer der Kanzler geistlicher und der andere weltlicher Würdenträger. Das Amt bestand von 1429 bis 1795.

## Nachweise
- Góralski, Zbigniew: Urzędy Staropolskie (polnisch)